# Xerosicyos
Xerosicyos é um género botânico pertencente à família Cucurbitaceae.

## Espécies
- Xerosicyos danguyi
- Xerosicyos decaryi
- Xerosicyos perrieri
- Xerosicyos pubescens